# Batalha de Sirte (2011)
A Batalha de Sirte foi um confronto militar travado durante a guerra civil na Líbia em 2011 entre as forças do Conselho Nacional de Transição (CNT) e tropas leais ao antigo ditador líbio Muammar al-Gaddafi, em Sirte, a sua cidade natal. Os rebeldes líbios foram rápidos em tomar a periferia da cidade, porém sofreram pesadas baixas enquanto tentavam penetrar no centro do município com as forças do velho regime esboçando uma feroz resistência. Depois de semanas de luta, os militares do CNT anunciaram o controle completo da cidade em 20 de outubro.
O ex-ditador líbio, refugiado na cidade, teria sido ferido nas pernas e na cabeça no último dia da batalha, tendo falecido em consequência dos ferimentos momentos depois.